# Setaria atrata
Setaria atrata là một loài thực vật có hoa trong họ Hòa thảo. Loài này được Hack. ex Engl. miêu tả khoa học đầu tiên năm 1892.